# Catherine Borghi
Catherine Borghi (Ormont-Dessous, 23 settembre 1976) è un'ex sciatrice alpina svizzera.

## Biografia

### Stagioni 1993-2000
Originaria di Les Diablerets, la Borghi debuttò in campo internazionale in occasione dei Mondiali juniores di Monte Campione/Colere 1993. Esordì in Coppa Europa il 15 dicembre 1994 a Gressoney-La-Trinité in slalom gigante (6ª) e in Coppa del Mondo il 26 novembre 1994 a Park City nella medesima specialità, senza completare la prova; il 15 febbraio 1995 conquistò l'unica vittoria in Coppa Europa, nonché primo podio (a Vysoké Tatry in slalom gigante), e ai successivi Mondiali juniores di Voss 1995 sempre in slalom gigante vinse la medaglia di bronzo.
Debuttò ai Campionati mondiali a Sestriere 1997, dove si classificò 20ª nella discesa libera, 28ª nel supergigante, 16ª nello slalom gigante e 8ª nella combinata, e ai Giochi olimpici invernali a Nagano 1998, dove si piazzò 22ª nella discesa libera, 34ª nel supergigante, 19ª nello slalom gigante e 10ª nella combinata.

### Stagioni 2001-2008
Nel 2001 partecipò ai Mondiali di Sankt Anton am Arlberg, dove fu 30ª nella discesa libera, e ottenne l'ultimo podio in Coppa Europa, il 15 marzo a Piancavallo in supergigante (3ª). Nella successiva stagione 2001-2002 conquistò in discesa libera i suoi migliori piazzamenti in Coppa del Mondo, il 29 novembre a Lake Louise e il 2 febbraio a Åre (4ª), e prese parte ai XIX Giochi olimpici invernali di Salt Lake City 2002, sua ultima presenza olimpica, dove si classificò 19ª nella discesa libera, 18ª nel supergigante e 8ª nella combinata.
Nelle sue ultime presenze iridate, Sankt Mortiz 2003 e Åre 2007, si piazzò rispettivamente 22ª nella discesa libera e 24ª nella supercombinata. Si ritirò al termine della stagione 2007-2008 e la sua ultima gara fu la discesa libera di Coppa del Mondo disputata l'8 marzo a Crans-Montana, chiusa dalla Borghi al 39º posto.

## Palmarès

### Mondiali juniores
- 1 medaglia:
  - 1 bronzo (slalom gigante a Voss 1995)

### Coppa del Mondo
- Miglior piazzamento in classifica generale: 29ª nel 1998

### Coppa Europa
- Miglior piazzamento in classifica generale: 8ª nel 1995
- 4 podi:
  - 1 vittoria
  - 1 secondo posto
  - 2 terzi posti

#### Coppa Europa - vittorie
| Data             | Località     | Paese      | Specialità |
| ---------------- | ------------ | ---------- | ---------- |
| 15 febbraio 1995 | Vysoké Tatry | Slovacchia | GS         |

Legenda:

GS = slalom gigante

### Campionati svizzeri
- 7 medaglie:
  - 1 oro (combinata[senza fonte] nel 1997)
  - 1 argento (supergigante nel 1997)
  - 5 bronzi (slalom speciale nel 1995; discesa libera, slalom speciale nel 1997; slalom speciale nel 1998; discesa libera nel 2006)